# Harrison Marks
George Harrison Marks (Londra, 6 agosto 1926 – Londra, 27 giugno 1997) è stato un fotografo e regista britannico.
È noto per le fotografie glamour di nudo in bianco e nero e come autore di numerosi cortometraggi e lungometracci nudies e, successivamente, pornografici, aventi entrambi per protagoniste celebri pin up britanniche degli anni sessanta del XX secolo, quali, tra le altre, June Palmer, Pamela Green, Margaret Nolan e Toni Burnett, che sono state anche sue amanti o mogli.

## Biografia
George Harrison Marks nasce a Tottenham, nel Middlesex, il 6 agosto 1926 da una famiglia ebraica. Lavora come stand-up comedian in un varietà verso la fine dell'epoca dei music hall come parte del duo Harrison and Stuart, tra la fine degli anni quaranta e l'inizio degli anni cinquanta del XX secolo. Mark Harrison abbandona tale attività nel 1951, così da dedicarsi a sviluppare professionalmente l'attività di fotografo, scattando fotografie di personaggi dei music-hall e showgirl. La celebre pin-up June Palmer inizia a lavorare come modella professionista per Harrison Marks nei tardi anni cinquanta, divenendo una delle sue più celebri e iconiche modelle. Il materiale pubblicitario di Marks del 1958 contiene uno dei primi utilizzi del termine glamour come eufemismo per la fotografia o per le modelle di nudo. La rivista ottiene un successo immediato e l'attività si espande fino ad avere circa diciassette dipendenti all'inizio degli anni sessanta, aggiungendosi altre testate come ad esempio Solo, cartoline e calendari e distribuendo libri e riviste glamour francesi. Presso lo studio di Gerrard Street si tengono inoltre delle mostre fotografiche.
Negli anni cinquanta del XX secolo, Harrison Marks e Pamela Green aprono uno studio al numero 4 di Gerrard Street, nel quartiere di Soho, a Londra. Qui Marks realizza fotografie di nudo per riviste di fotografia come freelance, oltre a vendere direttamente i propri scatti. Con i profitti di questo lavoro, nel 1957 Marks e Green lanciano la rivista Kamera. Nel 1958, come appendice alle sue riviste, Marks inizia a realizzare dei cortometraggi per il mercato degli 8 mm, con protagoniste le sue modelle, che si spogliano e posano in topless. Questi film divengono noti come glamour home movies (lett. "fimati amatoriali glamour"). I suoi film sono distribuiti nei negozi di articoli fotografici e vengono anche inviati con discrezione per corrispondenza, grazie alle pubblicità pubblicate sulle ultime pagine della sua rivista Kamera. Uno tra questi film glamour in 8mm di Marks è The Window Dresser, del 1961. Qui Pamela Green interpreta una ladra che si nasconde dalla legge fingendosi un manichino nella vetrina di in un negozio di lingerie. Marks appare nel film nel ruolo della proprietaria del negozio. Pamela Green si esibisce in uno spogliarello nella vetrina del negozio. Spezzoni tratti questo film vengono utilizzati per un servizio del 1964 sul mondo del cinema glamour nel programma This Week dell'emittente ITV. Questi spezzoni mostrava Pamela Green completamente svestita, causando una controversia che la costringe adifendere il film nel programma Woman's Hour della radio britannica BBC Light Programme. Dopo che un giudice rigetta l'accusa di oscenità nei confronti di The Window Dresser, Marks continuerà a girare film glamour in 8 mm per tutti gli anni sessanta.
Harrison Marks presta la sua opera come consulente fotografico per il film L'occhio che uccide (Peeping Tom, 1960), nel quale Pamela Green appare in un cameo. Negli anni sessanta è particolarmente attivo nella produzione di cortometraggi amatoriali. Il suo film Witches Brew (1960) vede Pamela Green nei panni di una strega che lancia incantesimi e Marks stesso vi partecipa nei panni del suo assistente gobbo. In un altro film, Model Entry (1965), una ladra entra nel suo studio, si spoglia e gli lascia il suo indirizzo. In Danger Girl, un agente segreto si spoglia e viene sottoposta a pratiche sadomastochiste da una spia sovietica; l'agente si libera, gettando infine il suo rapitore su una sega circolare. Ancora più macabro è Perchance to Scream (1967), in cui una modella viene portata in una camera di tortura medievale; Stuart Samuels interpreta un malvagio inquisitore che condanna le donne in topless a essere frustate e decapitate da un boia mascherato.
Dirige anche dei lungometraggi, tra cui Naked - As Nature Intended (1961); The Chimney Sweeps (1963), il suo unico lungometraggio non sessuale; The Naked World of Harrison Marks (1967); Pattern of Evil (1967); The Nine Ages of Nakedness (1969) e Come Play with Me (1977), che vede protagonista Mary Millington. Pattern of Evil, anche conosciuto con il titolo Fornicon, è un film pesantemente sadomaso, che presenta scene di omicidio e frustate in una camera di tortura e che non è mai stato proiettato nel Regno Unito. Marks ha lasciato intendere in diverse interviste nel corso degli anni che il film è stato finanziato dalla criminalità organizzata.
Grande amante degli animali, in particolare dei gatti, nei primi anni della sua carriera Harrison Marks ha un'attività parallela di fotografia di gatti, scattando le immagini che illustrano il libro di Compton Mackenzie Cats's Company (1960). "Era un'eccellente fotografo di nudi", ha detto di lui il produttore Tony Tenser a John Hamilton in un'eintervista del 1998, "ma era anche un'eccellente fotografo di gatti, e queste fotografie erano anche più belle di quelle di nudi". I gatti di Marks continuano a essere una presenza fissa nel suo studio e possono essere visti scorrazzare in molti dei film glamour in 8mm dell'epoca, apparendo occasionalmente anche in ruoli importanti.
Sulla scia del successo dei suoi primi film glamour, Harrison Marks produce anche una serie di commedie slapstick, vendute attraverso i negozi di fotografia e le riviste che rappresentano il canale di distribuzione delle sue opere per adulti. Oltre a dirigere questi film, ne è anche uno degli interpreti principali. Titoli come Uncle's Tea Party, Defective Detectives, High Diddle Fiddle, Dizzy Decorators e Musical Maniacs nascono dalla tradizione del music hall e della commedia classica del cinema muto. Inutile dire che questi film ottengono molto meno successo dei suoi film erotici e della concorrenza dei film tradizionali, ovvero i classici di Chaplin, Keaton e Harrold Lloyd a cui rendeva omaggio, che rappresentano la maggior parte delle distribuzioni cinematografiche dell'epoca.
Negli anni sessanta Marks trasferisce il suo studio a Saffron Hill, vicino alla stazione di King's Cross, dove inizia a vendere servizi fotografici alla rivista statunitense Swank. Nel 1967 ha fine il sodalizio artistico tra Harrison Marks e Pamela Green e nel 1970 Marks dichiara banca rotta. Le riviste Kamera e Solo cessano la pubblicazione nel 1968, successivamente Marks pubblica occasionalmente solamente delle riviste monografiche. Dopo aver diretto The Nine Ages of Nakedness, Marks vive un periodo particolarmente turbolento durante i primi anni settanta. Tra una bancarotta, dichiarata nel 1970, e un processo per oscenità all'Old Bailey nel 1971 per traffico di pornografia a mezzo posta, in questi anni soffre anche di problemi di alcolismo.. Ironicamente, un segmento di The Nine Ages of Nakedness si conclude con l'alter-ego di Marks, "The Great Marko", portato davanti a un giudice corrotto (interpretato da Cardew Robinson) con l'accusa di oscenità. Marks riesce comunque a sbarcare il lunario in questo periodo continuando a girare cortometraggi per il mercato 8mm e distribuendoli tramite la sua casa di produzione Maximus Films.
Con sede presso lo studio di Marks a Farringdon, Londra, lo studio Maximus viene gestito secondo il principio del cineclub, il che significa che i clienti devono registrarsi come membri prima di poter acquistare i film, rispecchiando il modo in cui all'epoca vengono gestiti i cinema a luci rosse riservati ai soli soci. Mentre i suoi primi film in 8mm non sono in gran parte costituiti da nulla di più esplicito delle modelle in topless, titoli di fine anni sessanta come Apartment 69 e The Amorous Masseur sono genericamente classificabili come pornografia softcore. Marks è ansioso di girare materiale prono soft fin da Window Dresser, con grande contrarietà da parte di Pamela Green, che decide di sciogliere per questo il loro consorzio nel 1967. "Gli piaceva la bella vita e un drink o due, e voleva passare al soft-porno", dichiarerà Pamela Green alla rivista Tit-Bits nel 1995, aggiungendo "c'era questo film in cui era vestito da vecchio sporcaccione e si aggirava furtivamente per Piccadilly Circus, poi lo vedi a letto con questa ragazza". Un cortometraggio prodotto dallo studio Maximus, The Ecstasy of Oral Love, adotta lo stile del mockumentary, mostrando una coppia che si lecca freneticamente, concludendo con alcune scene di sesso orale relativamente grafiche, intervallate da didascalie apparentemente socialmente positive, che consistono in consigli alle "giovani coppie sposate".
A metà degli anni settanta, Marks inizia a vendere fotografie per le riviste per uomini Men Only e Lilliput e set di foto esplicite alle riviste di punta dell'editore di riviste per adulti David Sullivan Ladybirds e Whitehouse. Sembra che Marks abbia anche venduto a Sullivan i diritti di alcuni dei suoi film a luci rosse in 8 mm, dato che le pubblicità di Kelerfern, società di vendita per corrispondenza di Sullivan, in questi anni pubblicizzano cortometraggi a luci rosse diretti da Marks quali Hole in One, Nymphomania, King Muff e Doctor Sex.
Mentre i film di Marks offerti sulle riviste pornografiche britanniche per tutti gli anni settanta sembrano essere di genere softcore e la loro natura pornografica viene stata notevolmente amplificata dalla pubblicità (un tratto tipico della strategia di marketing di David Sullivan), dall'inizio degli anni settanta in poi Marks inizia a sperimentare anche con il genere hardcore. Realizza cortometraggi per un pornografo hardcore britannico noto solo con lo pseudonimo di Charlie Brown, girando versioni hardcore dei suoi cortometraggi prodotti con la Maximus e distribuiti all'estero con le etichette Color Climax e Tabu. In seguito Marks si dimostrerà riluttante nel parlare di questi cortometraggi hardcore, affermando di "non ricordarne" i titoli. Arabian Knights, girato anch'esso per la Color Climax nel 1979, è stato girato all'interno dell'Hotel Julius Caesar di Queens Gardens, a Bayswater, a Westminster, e vede l'attore mainstream Milton Reid in un ruolo non sessuale.
Alla fine degli anni settanta, Marks viene assunto come fotografo da Janus, una rivista fetish specializzata in immagini di sculacciate e bastonature. In questo periodo produce e dirige anche cortometraggi erotici di punizioni corporali per Janus, destinati all'allora emergente mercato dell'home video. Uno di questi, Warden's End (1981), con la modella glamour e attrice pornografica Linzi Drew, mostra l'esterno e l'interno dell'ufficio londinese di Janus al numero 40 di Old Compton Street. Nel 1982 Marks lascia la rivista Janus per fondare la propria rivista fetish Kane, che pubblica anche foto di percosse e sculacciate. Kane si descrive come "la rivista CP di fantasoa, realtà e finzione per adulti".
Le punizioni corporali sarebbero diventate il tema principale di Marks per la fase conclusiva della sua carriera. Secondo il suo sito web ufficiale, il materiale di Marks sulle punizioni corporali "lo mantenne in un ambiente che prevedeva alcol, sigarette e un accettabile livello di benessere per il resto della sua vita". Crea così la divisione Kane International Videos e continua a dirigere, e talvolta anche interpretare, diversi lungometraggi distribuiti direct-to-video di punizioni corporali, durante gli anni ottanta e novanta. I titoli distribuiti in questo periodo comprendono: The Cane and Mr Abel (1984), con Linzi Drew; Bad Girls Don’t Cry (1989); The Spanking Academy of Dr. Blunt e Stinging Tales (entrambi del 1992); Naughty Schoolgirls Revenge (1994); Spanker's Paradise (parti 1 e 2) del 1992, in cui recita accanto alla pornostar britannica Vida Garman.
Dopo la sua morte, avvenuta nel 1997, la figlia Josie Harrison Marks assume la direzione di Kane.

## Vita privata
Harrison Marks è stato sposato quattro volte. All'età di 17 anni, Harrison Marks sposa la sua prima moglie, Diana Bugsgang. Nel 1952 la modella e attrice Pamela Green diviene amante e musa di Harrison Marks, mentre lavora come ballerina nella rivista Paris to Picadilly, una versione delle Folies Bergère londinese. La loro relazione ha termine nel 1961. Durante gli anni sessanta Marks ha inoltre una relazione con un'altra delle sue principali modelle e muse, June Palmer. Nel 1964 sposa la sua seconda moglie, Vivienne Warren. Durante le riprese del film The Naked World of Harrison Marks, inizia una relazione con Toni Burnett, attrice e modella che ha una breve parte nel film. Nel 1967, anno in cui la pellicola viene distribuita, i due hanno una figlia, Josie Harrison Marks. Harrison Marks e Toni Burnett si sposano nel settembre del 1973, ma si separano intorno al 1978. Nel 1979 Marks inizia una relazione con Louise Sinclair, una modella adolescente.

## Filmografia

### Attore
- The Chimney Sweeps, regia di Dudley Birch (1963)
- Vampire, regia di Harrison Marks - cortometraggio (1963)
- The Four Poster,regia di Harrison Marks - cortometraggio (1964)
- Otto und die nackte Welle, regia di Günther Siegmund (1968)
- The Nine Ages of Nakedness, regia di Harrison Marks (1969)
- Come Play with Me. regia di Harrison Marks (1977)

### Produttore
- Attic Queen, regia di Harrison Marks - cortometraggio (1960)
- Xcitement, regia di Harrison Marks - cortometraggio (1960)
- Naked as Nature Intended, regia di Harrison Marks (1961)
- Uncle's Tea Party, regia di Harrison Marks - cortometraggio (1962)
- One Track Mind, regia di Harrison Marks - cortometraggio (1962)
- The Chimney Sweeps, regia di Dudley Birch (1963)
- Vampire, regia di Harrison Marks - cortometraggio (1963)
- The Four Poster,regia di Harrison Marks - cortometraggio (1964)
- The Naked World of Harrison Marks, regia di Harrison Marks (1966)
- Magnificent Monique, regia di Harrison Marks - cortometraggio (1967)
- The Nine Ages of Nakedness, regia di Harrison Marks (1969)
- Halfway Inn, regia di Harrison Marks - cortometraggio (1970)
- Pattern of Evil, regia di Harrison Marks (1971)
- Vor Geilheit kochen, regia di Harrison Marks - cortometraggio (1973)
- Dolly Mixture, regia di Harrison Marks - cortometraggio (1974)
- Come Play with Me. regia di Harrison Marks (1977)

### Regista
- Attic Queen - cortometraggio (1960)
- Xcitement - cortometraggio (1960)
- Naked as Nature Intended (1961)
- Nightmare at Elm Manor - cortometraggio (1961)
- Uncle's Tea Party - cortometraggio (1962)
- One Track Mind - cortometraggio (1962)
- Vampire - cortometraggio (1963)
- Photo Session - cortometraggio (1963)
- The Four Poster - cortometraggio (1964)
- The Naked World of Harrison Marks (1966)
- Magnificent Monique - cortometraggio (1967)
- Venus in Town (1968)
- The Nine Ages of Nakedness (1969)
- Die Lollos - cortometraggio (1970)
- Halfway Inn - cortometraggio (1970)
- Pattern of Evil (1971)
- Vor Geilheit kochen - cortometraggio (1973)
- Dolly Mixture - cortometraggio (1974)
- Sex Is My Business - cortometraggio (1974)
- Come Play with Me (1977)
- Arabian Knights - cortometraggio (1979)
- Black and White Swap - cortometraggio (1979)
- Just Desserts (1991)
- Kane Assignment (1991)
- Maidens in Uniform (1992)
- Spanking Academy of Dr Blunt (1992)
- Stinging Tails (1992)
- The Spanking Game (1993)
- Whip Tricks (1993)
- Rawhide (1994)
- Naughty Schoolgirls Revenge (1994)
- The Spanking Game 2 (1994)
- French Maids Flogging (1994)

### Sceneggiatore
- Naked as Nature Intended, regia di Harrison Marks (1961)
- Nightmare at Elm Manor, regia di Harrison Marks - cortometraggio (1961)
- Uncle's Tea Party, regia di Harrison Marks - cortometraggio (1962)
- One Track Mind, regia di Harrison Marks - cortometraggio (1962)
- The Chimney Sweeps, regia di Dudley Birch (1963)
- The Four Poster,regia di Harrison Marks - cortometraggio (1964)
- The Naked World of Harrison Marks, regia di Harrison Marks (1966)
- The Nine Ages of Nakedness, regia di Harrison Marks (1969)
- Halfway Inn, regia di Harrison Marks - cortometraggio (1970)
- Sex Is My Business, regia di Harrison Marks - cortometraggio (1974)
- Come Play with Me. regia di Harrison Marks (1977)
- Arabian Knights, regia di Harrison Marks - cortometraggio (1979)

## Pubblicazioni

### Libri
- (EN) Compton Mackenzie, Cats's Company, Harrison Marks (fotografie), Londra, Elek, 1960.

### Riviste
- Solo
- Kamera
- Kane